# فریدون شریف‌زاده
 فریدون شریف‌زاده پایه‌گذار بسکتبال در ایران است.

## نوجوانی
او در سن ۱۲ سالگی برای تحصیل عازم ترکیه شد و در شهر استانبول شروع به تحصیل کرد. در آنجا به ورزشهای مختلف علاقه‌مند شد و بیش از همه شیفته بسکتبال گردید. او در مدت کوتاهی در ردیف ورزشکاران نامی قرار گرفت و در رشته‌های بسکتبال، والیبال، فوتبال و دو و میدانی معروفیتی به دست آورد.

## ورزش قهرمانی در خارج از کشور
شریف زاده مدت ده سال در باشگاه گالاتاسرای که قدیمی‌ترین باشگاه ورزش ترکیه‌است، ورزش می‌کرد. او در سالهای ۱۹۳۳ تا ۱۹۳۶ به مدت سه سال کاپیتان و مربی بسکتبال و والیبال گالاتاسرای بود. در این مدت گالاتاسرای مرتباً قهرمان والیبال و بسکتبال ترکیه شد. به همین دلیل شریف‌زاده مورد توجه محافل ورزشی ترکیه قرار گرفت و به عنوان عضوی از تیم بستکبال ترکیه برای مسابقات به کشورهای بالکان مسافرت کرد. او جزو تیم منتخب بسکتبال استانبول بود و در مقابل تیمهای خارجی که به استانبول می‌آمدند شرکت می‌کرد.
در سال ۱۹۳۶ جراید و محافل ورزشی اظهار تاسف کردند که شریف‌زاده به علت خارجی بودن نمی‌تواند تیم ملی ترکیه را همراهی کند.

## رکوردها و افتخارات در ترکیه
او در مدت سه سالی که جزء تیم اول بسکتبال استانبول بود در ۱۸ مسابقه رسمی شرکت کرده بود و ۱۲۳ امتیاز برای این تیم کسب کرده بود. از این حیث او رکورد کسب امتیاز در باشگاه استانبول را به خود اختصاص داده بود همچنین به عنوان بازیکن سال بسکتبال شناخته شد.

## بازگشت به ایران
فریدون شریف‌زاده در سال ۱۳۱۴ به ایران برگشت و در همین سال مربیگری تیم بسکتبال کالج البرز تهران را به عهده گرفت و در مدت کوتاهی یک تیم منسجم و خوب به وجود آورد. او همچنین به مدت سه سال مربی بسکتبال دبیرستان نظام بود که در هر سه سال تیم او قهرمان تهران شد. او چند سالی هم مربی بسکتبال تهران بود.

## پدر بسکتبال ایران
شریف‌زاده بسکتبال را به شکل جدی وارد کشور کرد و از اینرو او را می‌توان پدر بسکتبال ایران خواند. او به ورزش بسکتبال رنگ و رویی تازه داده بود و این ورزش را به صورت فنی آموزش می‌داد و بازیکنان و مربیان و داورانی بزرگ را پرورده بود. تقریباً تمام قهرمانان بسکتبال آن دوره را می‌توان از دست پرورده‌های شریف‌زاده دانست.